# Holland Plaza Building
 (juin 2020).
Pour les articles homonymes, voir Holland.
Le Holland Plaza Building est un bâtiment industriel de 18 étages situé dans le quartier Hudson Square de Manhattan, à New York. Il a été construit en 1929 et 1930 et a été conçu par le célèbre architecte Ely Jacques Kahn en style moderne-art déco .

## Histoire
Le bâtiment – situé au 75 Varick Street sur un terrain délimité par Canal Street, Hudson Street et Watts Street, faisant face à l'entrée du Holland Tunnel – a été commandé par Abe Adelson et a été construit par New York Investing Company sur un terrain appartenant à Trinity Church.
Hudson Square étant à cette époque le quartier des imprimeurs de New York, de nombreux premiers locataires de l'immeuble étaient impliqués dans le commerce de l'imprimerie et des sociétés connexes. Il s'agit notamment des éditeurs de la Macmillan Company, de l'American Book Bindery et de la Royal Typewriter Company. Leo Alexander & Co., un distributeur de camions et de tracteurs agricoles, a loué un magasin d'exposition pour un prix de location global de 40 000 $ fin janvier 1931 .
En juillet 1933, le Holland Plaza Building fut vendu par la New York Investing Company à la Lortay Corporation pour plus de 5 millions de dollars; l'immeuble était assujetti à une hypothèque de 4 000 000 $ détenue par la Metropolitan Life Insurance Company .
Le bâtiment, maintenant connu sous le nom de One Hudson Square, a été désigné monument de New York le 6 août 2013 .